# Heston-Modell
Das Heston-Modell ist ein auf Steven Heston zurückgehendes mathematisches Modell zur Bewertung von Finanzoptionen.
Im Gegensatz zum älteren Black-Scholes-Modell erlaubt das Heston-Modell, eine stochastische Volatilität anzunehmen.